# Dracontomelon
Dracontomelon é um género botânico pertencente à família Anacardiaceae.